# Zamieszki w Mosulu (1959)
Zamieszki w Mosulu – walki uliczne, do których doszło w Mosulu między 7 a 11 marca 1959. Ich ofiarą padło ok. 200 osób.
6 marca 1959 w Mosulu odbył się wiec związanej z Iracką Partią Komunistyczną organizacji Bojowników o Pokój. Miał on stanowić manifestację siły partii i wspieranego przez nią rewolucyjnego rządu Abd al-Karima Kasima w mieście, gdzie tradycyjnie silny był sunnicki konserwatyzm i panarabizm. Do wystąpienia przeciwko rządowi przygotowywały się również niektóre oddziały miejscowego garnizonu. O ile sam wiec miał pokojowy przebieg, po jego zakończeniu w mieście doszło do rozruchów po tym, gdy dowódca garnizonu Abd al-Wahhab asz-Szawaf ogłosił przez radio bunt przeciwko rządowi. W obronie rządu wystąpiła część oddziałów wojska oraz komuniści. Ci ostatni, wspólnie z miejscowymi przywódcami kurdyjskimi, zaatakowali ponadto mieszkańców Mosulu uznanych za niechętnych rządowi, dokonując co najmniej kilkudziesięciu samosądów. Walki między zwolennikami i przeciwnikami rządu nałożyły się na lokalne zadawnione konflikty, zarówno polityczne, jak i etniczne (kurdyjsko-arabski) i społeczne (między chłopami i posiadaczami ziemskimi). Ostatecznie próba przewrotu została stłumiona.  

## Tło wydarzeń
Mosul tradycyjnie zaliczał się do miast Iraku, w których największą popularnością cieszył się konserwatywny islam sunnicki, zaś ideologie lewicowe, takie jak komunizm czy baasizm odrzucano. Sympatyzowały z nimi jedynie lokalne społeczności kurdyjska i żydowska. Dla dominujących w życiu politycznym Mosulu wielkich posiadaczy ziemskich obalenie irackiej monarchii w lipcu 1958 było bezpośrednim zagrożeniem dla ich interesów. Natomiast żołnierze i oficerowie stacjonujący w miejscowym garnizonie, nawet jeśli poparli rewolucję, mogli być niezadowoleni z powodu współpracy jej przywódcy, premiera Iraku Abd al-Karima Kasima, z Iracką Partią Komunistyczną i iracką gałęzią partii Baas. Ich niechęć mógł również budzić fakt, że Kasim po rewolucji utworzył cywilny rząd, a nie rząd wojskowych (jak stało się po rewolucji Wolnych Oficerów w Egipcie, która była wzorem dla irackich spiskowców). Antyrządowe nastroje w mosulskim garnizonie wzrosły jeszcze po tym, gdy brygadier Abd as-Salam Arif, panarabista, jeden z najbliższych współpracowników Kasima w lipcu 1958, został wyeliminowany z elity władzy i skazany na śmierć (wyrok został zamieniony na więzienie). Przy organizacji wystąpienia antyrządowego współdziałali naseryści, zwolennicy panarabizmu, baasiści i członkowie irackiej organizacji Braci Muzułmańskich. Fakt, że oficerowie w Mosulu byli niezadowoleni z polityki Kasima, był znany. Aby zademonstrować swoje poparcie dla rządu i podkreślić jego siłę, Iracka Partia Komunistyczna postanowiła zorganizować w mieście wiec organizacji Bojowników o Pokój. Dowodzący mosulskim garnizonem płk Abd al-Wahhab asz-Szawaf, sam uczestnik spisku antyrządowego, dwukrotnie udawał się do Bagdadu, by przekonać premiera Kasima do odwołania wiecu, który jego zdaniem mógł przerodzić się w zamieszki. Decyzja o zakazie przeprowadzenia zgromadzenia jednak nie zapadła.

## Wydarzenia 6-9 marca 1959
Wiec Bojowników o Pokój, na który obok miejscowych komunistów przybyli również dowiezieni specjalnymi pociągami sympatycy partii z południowego Iraku, miał spokojny przebieg. Następnie zwolennicy komunistów przeszli w pochodzie przez miasto. Większość działaczy przybyłych spoza Mosulu wyjechała jeszcze 6 marca, bezpośrednio po zakończeniu wiecu.

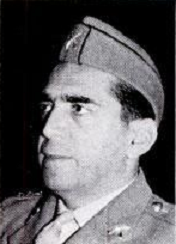
Abd al-Wahhab asz-Szawaf

Do walk między miejscowymi komunistami i nacjonalistami doszło następnego dnia. 8 marca ok. 60 działaczy Irackiej Partii Komunistycznej zostało aresztowanych. Tego samego dnia płk asz-Szawaf przez radio ogłosił wypowiedzenie posłuszeństwa rządowi. W mieście doszło do chaotycznych starć między oddziałami wojska, które sympatyzowały z różnymi organizacjami politycznymi. Naseryści i panarabiści spodziewali się pomocy ze strony Zjednoczonej Republiki Arabskiej. Różne źródła podają, że nie dotarło ono do nich (według innego źródła było silne). Na konflikty polityczne nałożyły się zadawnione antagonizmy plemienne i rodowe, nienawiść chłopów względem wielkich posiadaczy ziemskich oraz niechęć między Arabami i Kurdami. Podczas walk zginęło co najmniej 200 osób, w tym zarówno płk asz-Szawaf, jak i Abd Allah asz-Szawi, oficer wojsk inżynieryjnych, który stanął na czele żołnierzy lojalnych wobec Kasima. Ostatecznie wojsko lojalne wobec rządu oddziały powstrzymały bunt i zaprowadziły porządek w mieście. W tłumieniu buntu wzięli udział również ci komuniści, którzy pozostawali nadal w Mosulu, wspierani przez przywódców kurdyjskich plemion. Już podczas starć komuniści dowiedzieli się, że aresztowany 8 marca działacz partyjny, Kamil al-Kazandżi, który 6 marca był jednym z przywódców wiecu Bojowników o Pokówj, został zabity w więzieniu. Wówczas zaatakowali mieszkańców miasta, których uznali za zwolenników asz-Szawafa, a którzy wielokrotnie nie mieli z nim nic wspólnego, a jedynie wcześniej wyrażali poglądy bliskie nacjonalizmowi arabskiemu. Niektórych zamordowano po zainscenizowanych "rozprawach" przed sądem ludowym. 

## Konsekwencje
Wydarzenia w Mosulu przyczyniły się do wzrostu znaczenia Irackiej Partii Komunistycznej oraz liczby jej członków. Partia i jej zwolennicy zorganizowała w całym kraju demonstracje, podczas których wzywano do dopuszczenia przedstawicieli komunistów do rządu. 1 maja 1959 w takiej manifestacji w Bagdadzie wzięło udział ponad 100 tys. ludzi. Rząd Abd al-Karima Kasima usunął również ze stanowisk rządowych sympatyków panarabizmu i partii Baas, uznając ich za nielojalnych wobec rewolucji. Chociaż Iracka Partia Komunistyczna deklarowała gotowość popierania rządu, Kasim zaczął widzieć również w komunistach potencjalne zagrożenie dla swojej władzy, z uwagi na realne poparcie społeczne, jakim dysponowali w 1959. Rząd Kasima oskarżył o organizację buntu w Mosulu prezydenta ZRA Gamala Abdel Nasera.